# Кривобок Юрій Петрович
Кривобок Юрій Петрович (19 травня 1981 — 04 жовтня 2022) — солдат Збройних Сил України, учасник російсько-української війни, який загинув під час російського вторгнення в Україну.

## Життєпис
Народився 19 травня 1981 року в с. Салиха, Київської області, Українська РСР, СРСР. Отримав середню спеціальну освіту. В цивільному житті працював водієм. В 2006 році переїхав до Харкова.
З початком російського вторгнення в Україну в 2022 році добровольцем став на захист України. Боровся проти держави-терориста у складі 125-ї окремої бригади територіальної оборони ЗСУ. 
Вірний військовій присязі, загинув 04 жовтня 2022 року при виконанні службового обов'язку по захисту Батьківщини. Похований на 18-ому кладовищі м. Харкова. 
У Юрія залишилися дружина та двоє донечок.

## Нагороди
В лютому 2023 року відповідно до указу президента України №35/2023 Юрія Кривобока за особисту мужність і самовідданість, виявлені у захисті державного суверенітету та територіальної цілісності України, вірність військовій присязі було посмертно відзначено державною нагородою: орденом «За мужність» ІІІ ступеня.
В травні 2024 відповідно до указу Міністра оборони України №786 від 21 травня 2024 року відзначено медаллю "Захиснику України".